# Успенская Слобода
Успенская Слобода — село в составе Дмитриевского сельского поселения Галичского района Костромской области России.

## География
Село расположено у автодороги Судиславль — Солигалич Р100.

## История
Согласно Спискам населенных мест Российской империи в 1872 году слобода Успенская относилось к 2 стану Галичского уезда Костромской губернии. В ней числилось 27 дворов, проживало 90 мужчин и 114 женщин. В слободе имелся православный мужской Паисиев монастырь с двумя церквами.
Согласно переписи населения 1897 года в Успенской слободе проживало 147 человек (54 мужчины и 93 женщины).
Согласно Списку населенных мест Костромской губернии в 1907 году Успенская слобода относилось к Фоминской казенной волости Галичского уезда Костромской губернии. По сведениям волостного правления за 1907 год в слободе числилось 38 крестьянских дворов и 236 жителей. Основным занятием жителей был малярный промысел.
До муниципальной реформы 2010 года село также входило в состав Дмитриевского сельского поселения.